# Segunda División Peruana 1999
La Segunda División Peruana 1999 fue la 47ª edición de este torneo de ascenso. Tuvo como participantes a doce equipos del Departamento de Lima, jugándose un total de 22 fechas en la modalidad todos contra todos. 
A los 10 equipos clasificados de la Segunda División Peruana 1998 se les integraron 3 equipos Lawn Tennis Fútbol Club -relegado del Descentralizado-; Telefunken 20 y Aviación-FAP, estos dos últimos ascendidos de Copa Perú, lo que hacia un total de 13 equipos, sin embargo antes de comenzar el campeonato, Meteor abandonó el torneo, jugándose con doce equipos en lugar de trece.
Por otro lado Sport Agustino pasó a llamarse Sporting Cristal B
El ganador del torneo, América Cochahuayco, clasificó para el Play-off contra el penúltimo de la Primera División, pero no logró ascender al caer derrotado en penales por 3-4 ante Deportivo Pesquero. Ese año no hubo descenso.

## Clasificación general
| Puesto | Equipo              | J  | G  | E | P  | GF | GC | DG  | PTS. |
| ------ | ------------------- | -- | -- | - | -- | -- | -- | --- | ---- |
| 1      | América Cochahuayco | 22 | 15 | 5 | 2  | 41 | 17 | 25  | 50   |
| 2      | Sporting Cristal B  | 22 | 12 | 8 | 2  | 39 | 11 | 27  | 44   |
| 3      | Alcides Vigo        | 22 | 11 | 5 | 6  | 35 | 22 | 13  | 38   |
| 4      | Aviación FAP        | 22 | 10 | 8 | 4  | 29 | 26 | 3   | 38   |
| 5      | Deportivo AELU      | 22 | 9  | 6 | 7  | 33 | 22 | 11  | 33   |
| 6      | Lawn Tennis         | 22 | 8  | 7 | 7  | 22 | 22 | 0   | 31   |
| 7      | Hijos de Yurimaguas | 22 | 7  | 6 | 9  | 20 | 23 | -3  | 27   |
| 8      | Virgen de Chapi     | 22 | 7  | 4 | 11 | 17 | 24 | -7  | 25   |
| 9      | Telefunken 20       | 22 | 6  | 5 | 11 | 14 | 30 | -16 | 23   |
| 10     | Unión Huaral        | 22 | 3  | 9 | 10 | 12 | 22 | -10 | 18   |
| 11     | Bella Esperanza     | 21 | 4  | 6 | 11 | 18 | 36 | -18 | 18   |
| 12     | Guardia Republicana | 22 | 3  | 5 | 14 | 11 | 36 | -25 | 14   |

|  | Play Off de Ascenso |

## Resultados
|                     | VIG | AME | FAP | BE  | AELU | GR  | YUR | LAW | CRI | TEL | UH  | VCH |
| ------------------- | --- | --- | --- | --- | ---- | --- | --- | --- | --- | --- | --- | --- |
| Alcides Vigo        |     | 2-1 | 2-2 | 6-2 | 2-0  | 1-2 | 3-1 | 4-1 | 0-0 | 5-0 | 3-0 | 0-2 |
| América Cochahuayco | 0-0 |     | 0-0 | 3-0 | 3-3  | 3-0 | 2-1 | 1-0 | 2-2 | 4-0 | 2-1 | 3-1 |
| Aviación FAP        | 1-1 | 0-1 |     | 2-2 | 2-2  | 2-2 | 0-2 | 1-0 | 1-2 | 3-2 | 2-1 | 3-2 |
| Bella Esperanza     | 4-1 | 0-3 | 0-2 |     | 0-2  | 3-1 | 0-2 | 0-1 | 0-0 | 0-1 | 0-0 | 0-1 |
| Deportivo AELU      | 0-1 | 1-1 | 1-2 | 2-0 |      | 1-0 | 2-3 | 2-2 | 2-2 | 4-0 | 0-0 | 2-0 |
| Guardia Republicana | 0-1 | 1-3 | 0-2 | 1-1 | 0-3  |     | 0-0 | 0-3 | 0-2 | 0-1 | 0-1 | 1-0 |
| Hijos de Yurimaguas | 2-0 | 0-3 | 1-1 | 0-1 | 0-1  | 0-0 |     | 1-2 | 1-2 | 1-0 | 2-1 | 0-0 |
| Lawn Tennis         | 0-0 | 1-3 | 0-0 | 3-1 | 1-0  | 1-0 | 1-2 |     | 0-2 | 0-1 | 1-1 | 2-2 |
| Sporting Cristal B  | 2-0 | 4-0 | 5-0 | 3-1 | 0-1  | 6-0 | 2-0 | 1-1 |     | 0-0 | 0-0 | 3-1 |
| Telefunken 20       | 0-1 | 0-1 | 0-1 | 1-1 | 2-1  | 1-3 | 0-0 | 0-0 | 0-1 |     | 1-2 | 1-1 |
| Unión Huaral        | 1-2 | 1-2 | 0-1 | 0-0 | 1-0  | 0-0 | 0-0 | 0-1 | 0-0 | 1-2 |     | 0-2 |
| Virgen de Chapi     | 1-0 | 0-1 | 0-1 | 1-2 | 0-3  | 1-0 | 2-1 | 0-1 | 1-0 | 1-1 | 0-0 |     |

## Play-Off de Ascenso
| 18 de diciembre de 1999 | Deportivo Pesquero                     | 2:2 (1:1) | América Cochahuayco                     | Estadio Nacional, Lima                            |                                                   |
|                         | José Espinoza 34' · Carlos Silvera 61' |           | Oswaldo Carrión 45' · Carlos Ibarra 72' | Asistencia: 3.412 espectadores Árbitro(s): (Perú) | Asistencia: 3.412 espectadores Árbitro(s): (Perú) |

| Tanda de penales     |  |     |  |                    |
| Luis Molina          |  | 1:0 |  | Juan Iriarte       |
| José Espinoza        |  | 2:1 |  | Giancarlo Sarria   |
| Wilmer Ricardi       |  | 2:2 |  | Roberto Valenzuela |
| Juan Manuel Olivares |  | 3:2 |  | José Laurie        |
| Carlos Silvera       |  | 4:3 |  | John Galliquio     |